# Hmeljčič
Hmeljčič je naselje v Občini Mirna Peč.